# Reprezentacja Stanów Zjednoczonych w piłce siatkowej mężczyzn

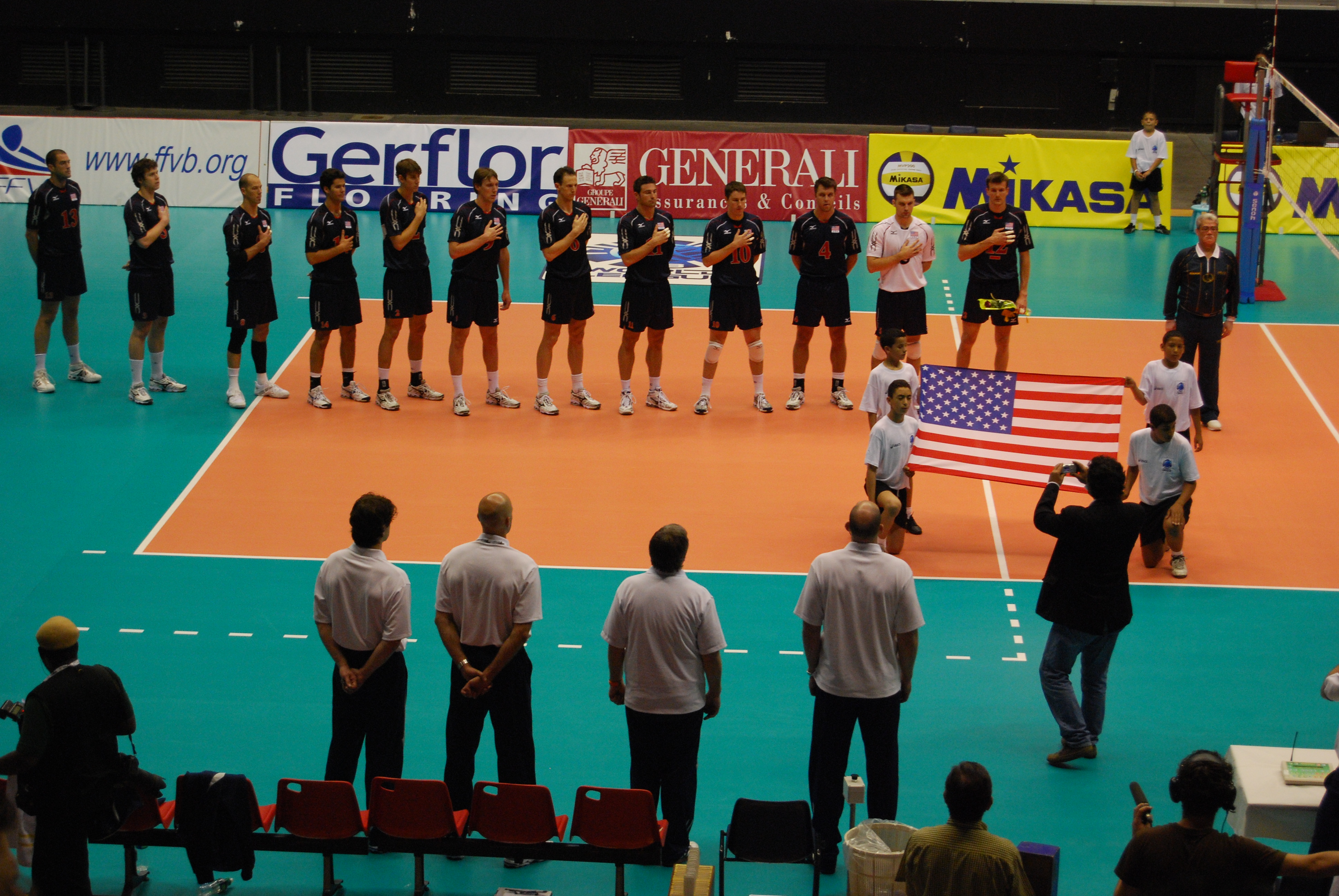
Reprezentacja Stanów Zjednoczonych w Lidze Światowej 2007

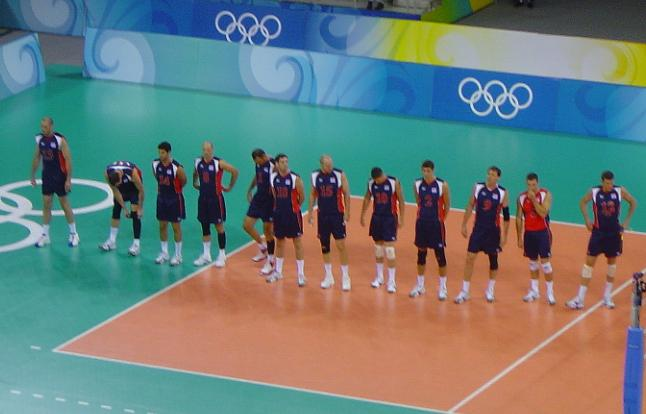
Reprezentacja Stanów Zjednoczonych na Igrzyskach Olimpijskich 2008

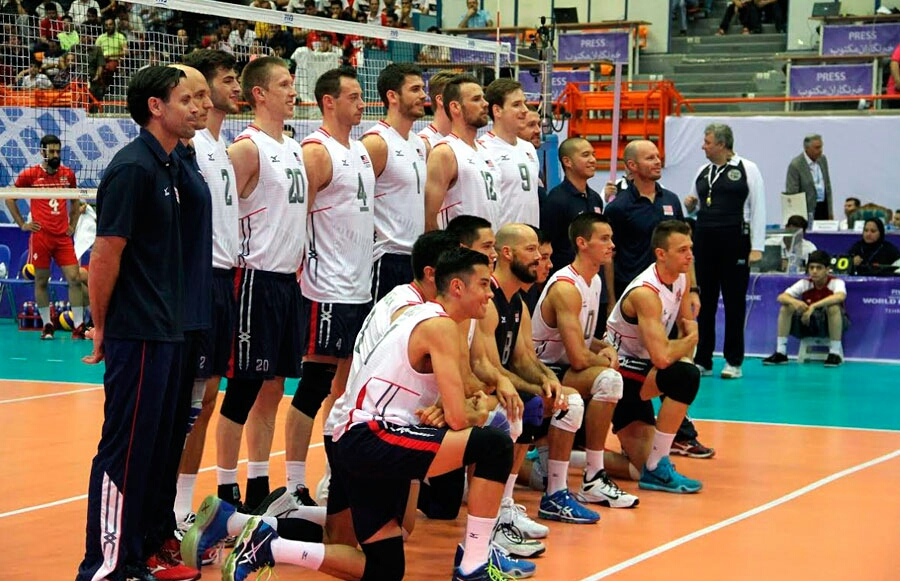
Reprezentacja Stanów Zjednoczonych w Lidze Światowej 2015

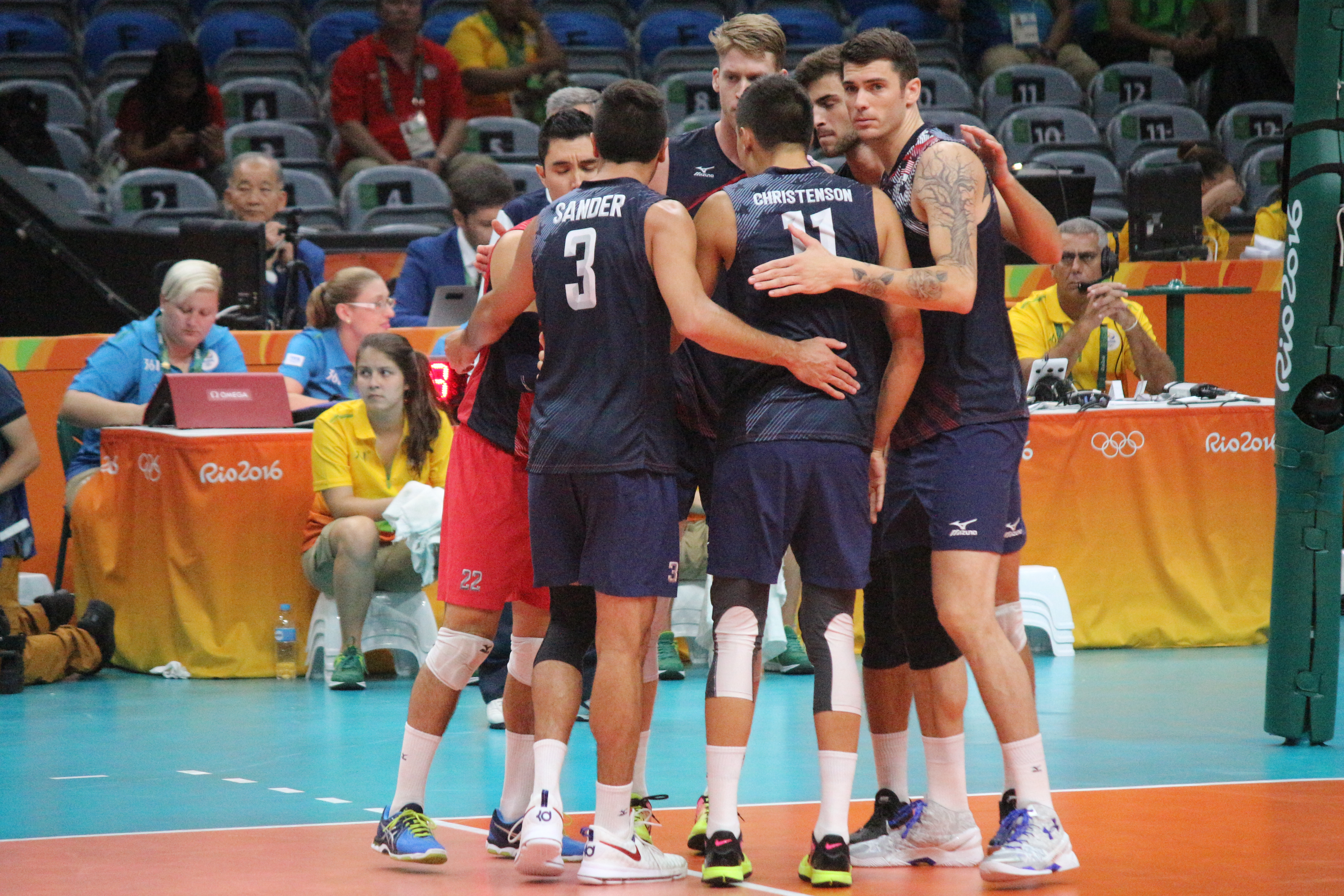
Reprezentacja Stanów Zjednoczonych na Igrzyskach Olimpijskich 2016

Reprezentacja Stanów Zjednoczonych w piłce siatkowej mężczyzn – zespół siatkarski, biorący udział w imieniu USA w meczach i sportowych imprezach międzynarodowych, powoływany przez selekcjonera, w którym mogą występować wyłącznie zawodnicy posiadający obywatelstwo USA. Za jego funkcjonowanie odpowiedzialna jest organizacja Siatkówka USA.

## Trenerzy
| Lata      | Imię i nazwisko |
| --------- | --------------- |
| 1991-1996 | Fred Sturm      |
| 1997-2004 | Doug Beal       |
| 2005-2008 | Hugh McCutcheon |
| 2009-2012 | Alan Knipe      |
| 2013-2024 | John Speraw     |
| 2025-     | Karch Kiraly    |

## Szeroki skład reprezentacji Stanów Zjednoczonych naLigę Narodów 2025[3]
| Nr | Imię i nazwisko          | Data urodzenia | Wzrost | Klub (Sezon 2024/2025)                | Pozycja      |
| -- | ------------------------ | -------------- | ------ | ------------------------------------- | ------------ |
| 1  | Camden Gianni            | 12.11.1999     | 195 cm | Hurrikaani-Loimaa                     | przyjmujący  |
| 2  | Kaleb Jenness            | 19.04.2000     | 200 cm | Savo Volley                           | przyjmujący  |
| 3  | Mason Briggs             | 21.01.2001     | 182 cm | Nice VB                               | libero       |
| 4  | Jeffrey Jendryk          | 15.09.1995     | 208 cm | Fenerbahçe Medicana Stambuł           | środkowy     |
| 5  | Kyle Ensing              | 06.03.1997     | 201 cm | Aluron CMC Warta Zawiercie            | atakujący    |
| 6  | Quinn Isaacson           | 19.02.1999     | 190 cm | Steam Hemarpol Norwid Częstochowa     | rozgrywający |
| 7  | Jacob Pasteur            | 05.06.2002     | 195 cm | Chaumont VB 52 Haute-Marne            | przyjmujący  |
| 8  | Kevin Kobrine            | 27.01.2000     | 195 cm | FT 1844 Freiburg                      | atakujący    |
| 9  | Gabriel Garcia Fernández | 08.01.1999     | 196 cm | Itas Trentino                         | atakujący    |
| 10 | Kyle Dagostino           | 18.05.1995     | 175 cm | Berlin Recycling Volleys              | libero       |
| 12 | Shane Holdaway           | 01.08.1997     | 201 cm | Chaumont VB 52 Haute-Marne            | środkowy     |
| 14 | Micah Maʻa               | 16.04.1997     | 192 cm | Halkbank Ankara                       | rozgrywający |
| 15 | Kyle Hobus               | 19.03.2000     | 205 cm | Hypo Tirol Volleyballteam             | atakujący    |
| 16 | Jacob Reilly             | 14.10.2003     | 188 cm | Pepperdine University                 | libero       |
| 17 | Andrew Rowan             | 29.07.2003     | 201 cm | University of California, Los Angeles | rozgrywający |
| 18 | Cooper Robinson          | 08.08.2002     | 202 cm | University of California, Los Angeles | przyjmujący  |
| 19 | Patrick Gasman           | 02.01.1997     | 208 cm | Panathinaikos Ateny                   | środkowy     |
| 20 | Cameron Thorne           | 23.03.2004     | 190 cm | University of California, Los Angeles | środkowy     |
| 21 | Zachary Rama             | 12.07.2004     | 203 cm | University of California, Los Angeles | przyjmujący  |
| 22 | Erik Shoji               | 24.08.1989     | 184 cm | ZAKSA Kędzierzyn-Koźle                | libero       |
| 23 | Nolan Flexen             | 12.02.2002     | 204 cm | University of California, Irvine      | przyjmujący  |
| 24 | Merrick McHenry          | 17.10.2000     | 200 cm | Nice VB                               | środkowy     |
| 25 | Ethan Champlin           | 29.11.2001     | 187 cm | Helios Grizzlys Giesen                | przyjmujący  |
| 26 | Matthew Knigge           | 02.06.1996     | 203 cm | Berlin Recycling Volleys              | środkowy     |
| 27 | Michael Marshman         | 27.07.1994     | 201 cm | Tours VB                              | środkowy     |
| 28 | Tread Rosenthal          | 03.07.2006     | 206 cm | University of Hawaiʻi                 | rozgrywający |
| 29 | Jordan Ewert             | 18.03.1997     | 195 cm | Saint-Nazaire VBA / Rana Werona       | przyjmujący  |
| 30 | Daniel Wetter            | 11.02.1999     | 196 cm | Paris Volley                          | środkowy     |
| 31 | Michael Wright           | 18.06.2001     | 181 cm | SVG Lüneburg                          | rozgrywający |
| 32 | Parker Tomkinson         | 26.05.2006     | 213 cm | University of Southern California     | środkowy     |

## Skład reprezentacji naIgrzyska Olimpijskie 2012
Trener: Alan Knipe
Asystent: John Speraw
| Nr | Imię i nazwisko     | Data urodzenia | Wzrost (cm) | Klub (Sezon 2012/2013) | Pozycja |
| -- | ------------------- | -------------- | ----------- | ---------------------- | ------- |
| 1  | Matthew Anderson    | 18.04.1987     | 204         | Zenit Kazań            | P       |
| 2  | Sean Rooney         | 13.11.1982     | 206         | CMC Rawena             | P       |
| 4  | David Lee           | 08.03.1982     | 203         | Zenit Kazań            | Ś       |
| 5  | Richard Lambourne   | 06.05.1975     | 190         | –                      | L       |
| 6  | Paul Lotman         | 03.11.1985     | 200         | Asseco Resovia Rzeszów | P       |
| 7  | Donald Suxho        | 21.06.1976     | 196         | Drean Bolivar          | R       |
| 8  | William Priddy      | 01.10.1977     | 194         | Halkbank Ankara        | P       |
| 11 | Brian Thornton      | 22.04.1985     | 190         | –                      | R       |
| 12 | Russell Holmes      | 01.07.1982     | 205         | Jastrzębski Węgiel     | Ś       |
| 13 | Clayton Stanley (K) | 20.01.1978     | 205         | –                      | A       |
| 16 | David McKienzie     | 05.07.1979     | 193         | Kuwait SC              | A       |
| 20 | David Smith         | 15.05.1985     | 201         | Tours VB               | Ś       |

## Skład reprezentacji naMistrzostwa Świata 2010
| Nr | Imię i nazwisko    | Data urodzenia | Wzrost (cm) | Klub (Sezon 2010/2011)           | Pozycja |
| 1  | Matthew Anderson   | 18.04.1987     | 204         | Tonno Callipo Vibo Valentia      | P       |
| 2  | Sean Rooney        | 13.11.1982     | 206         | Acqua Paradiso Monza Brianza     | P       |
| 3  | Evan Patak         | 23.06.1984     | 201         | Incheon Korean Air Jumbos        | A       |
| 4  | David Lee          | 08.03.1982     | 203         | Kuzbass Kemerowo                 | Ś       |
| 5  | Richard Lambourne  | 06.05.1975     | 190         | –                                | L       |
| 6  | Paul Lotman        | 03.11.1985     | 200         | Marmi Lanza Werona               | P       |
| 7  | Jonathan Winder    | 04.01.1986     | 203         | PAOK Saloniki                    | R       |
| 8  | William Priddy (K) | 01.10.1977     | 196         | Zenit Kazań                      | P       |
| 9  | Ryan Millar        | 22.01.1978     | 204         | Asseco Resovia Rzeszów           | Ś       |
| 10 | Riley Salmon       | 02.07.1976     | 197         | Vivo/Minas                       | P       |
| 13 | Clayton Stanley    | 20.01.1978     | 205         | Ural Ufa                         | A       |
| 14 | Kevin Hansen       | 19.03.1982     | 196         | Fakieł Nowy Uriengoj             | R       |
| 15 | Russell Holmes     | 01.07.1982     | 205         | Vivo/Minas                       | Ś       |
| 16 | Carson Clark       | 20.01.1989     | 200         | University of California, Irvine | A       |
| 17 | Maxwell Holt       | 12.03.1987     | 205         | Copra Elior Piacenza             | Ś       |
| 19 | Alfredo Reft       | 15.12.1982     | 175         | –                                | L       |

## Osiągnięcia
Igrzyska Olimpijskie:
- 1. miejsce – 1984, 1988, 2008
- 3. miejsce – 1992, 2016, 2024[6]

Mistrzostwa Świata:
- 1. miejsce – 1986
- 3. miejsce – 1994, 2018

Liga Światowa:
- 1. Miejsce – 2008, 2014
- 2. Miejsce – 2012
- 3. miejsce – 1992, 2007, 2015

Liga Narodów:
- 2. miejsce – 2019, 2022[7], 2023[8]
- 3. miejsce – 2018

Puchar Świata:
- 1. miejsce – 1985, 2015
- 3. miejsce – 1991, 2019

Puchar Wielkich Mistrzów:
- 2. miejsce – 2005

Mistrzostwa Ameryki Północnej, Środkowej i Karaibów:
- 1. miejsce – 1973, 1983, 1985, 1999, 2003, 2005, 2007, 2013, 2017, 2023[9]
- 2. miejsce – 1971, 1981, 1987, 1991, 1993, 1995, 1997, 2001, 2009, 2011, 2019
- 3. miejsce – 1969, 1975, 1977, 1989

Puchar Panamerykański:
- 1. miejsce – 2006, 2008, 2009, 2010, 2012
- 2. miejsce – 2011, 2014, 2024[10]
- 3. miejsce – 2021, 2022

Puchar Ameryki:
- 1. miejsce – 2005, 2007
- 2. miejsce – 1999
- 3. miejsce – 2000

Igrzyska Panamerykańskie:
- 1. miejsce – 1955, 1959, 1967, 1987
- 2. miejsce – 1963, 1971, 1995, 2007
- 3. miejsce – 1999